# Niederscheidweiler
Niederscheidweiler est une municipalité allemande située dans le land de Rhénanie-Palatinat et l'arrondissement de Bernkastel-Wittlich.